# 権正達
権 正達 （クォン・ジョンダル、けん せいたつ、朝: 권정달、1936年6月14日 - ）は、大韓民国の軍人、政治家。第11、12、15代国会議員、民主正義党初代事務総長、韓国自由総連盟第8代総裁。韓電産業開発代表取締役社長、韓国産業銀行理事長、学校法人長春学園（安東科学大）取締役。最終階級は陸軍准将。経営学博士。

## 略歴
慶尚北道安東出身。本貫は安東権氏。安東高校を経て陸軍士官学校15期卒業後、延世大学校、檀国大学校でそれぞれ行政修士と経営学博士号を取得。
陸軍保安司令部処長補佐官、人事部長を経て、国軍保安司令部改編後の1978年、釜山地域保安部隊長に就任。当時、釜山地域保安部隊は諜報活動に権勢を振るっており、市民から「三日公事」と恐れられていたが、権が就任する頃には金載圭によって民間への諜報活動は制限されていたため、保安部隊の任務はもっぱら軍関連の情報収集や北スパイの確保などに留まっていた。そんな中、政局の緊張に伴い79年後半、大学への諜報活動を命じられる。派遣された軍務員からは、世論が4.19直前の状況と似ているとの報告がなされた。
10月、釜馬民主抗争が起こり、戒厳令が実施されると、戒厳司令官朴贊兢中将、参謀長李載熙少将の下で合同捜査団長に任ぜられ、市警局長李洙榮、第2管区司令官鄭祥万少将とともに事態の収拾に務めた。
朴正煕暗殺後はソウル司令部本部に戻る。粛軍クーデター後、保安司令部の情報処長としてメディア統廃合と検閲を主導して民主活動家たちを憤慨させ、光州民主化運動の遠因となり、1980年5月17日の5.17非常戒厳拡大措置に深く関与した。
その後まもなく軍服を脱ぎ、国家保衛立法会議立法議員として民主正義党結成を主導、同党初代事務総長に就任。1981年から1988年までの第11代国会、第12代国会議員を務め列国議会同盟準備委員長、南北国会会談首席代表、民政党中央執行委員、国策調整委員長を務めた第5共和国の主要人物だった。
しかし、権は12・12クーデターが成功した後に勧誘された非ハナフェ出身の将校であり、ハナフェ将校らが政界進出するまでの取り持ち役でしかなかった。そのため権は次第に政界で孤立し、張玲子夫婦手形詐欺事件が起こると責任を負い党事務総長の座を退く。1983年、大韓航空機撃墜事件で当時19歳の中央大1年生だった娘を失う。盧泰愚政府発足後、13代総選挙に立候補するも落選。その後、米国留学の道に上がったが、1993年、民政党議員でWTO・STEP財団理事長都英心と再婚した。
以来、米国研修（スタンフォード大フーバー研究所客員研究員、ウィスコンシン大学客員教授）を経て政界周辺部に滞在した後、全斗煥のクーデター過程について詳細に証言するなど、金泳三政府の歴史追及に協力する。15代総選挙に無所属で当選した後、新韓国党に入党した。この時、自身もマスコミ統廃合を主導した疑いで告発されるも、5共中心人物の中で唯一無嫌疑処分となった。この処分は、金泳三に取り入り5共の情報を売り渡した対価であると非難を受けたが、権は自分は許文道に計画を渡しただけだと釈明しつつも5・18特別法は違憲的な遡及立法だと主張した。
1998年、新韓国党がハンナラ党になった後、総裁選挙戦で李漢東を支持。李が敗北すると離党、金大中の新しい政治国民会議に入党した。新千年民主党公認で16代総選挙に出馬したが落選。2001年から保守団体である韓国自由総連盟総裁を2009年までつとめた。現在河回別神クッ仮面劇の第3代保存会理事長と安東科学大学理事を務めており、2013年2月20日安東聖域病院理事長にも選任された。息子は19代総選挙でセヌリ党の比例代表24番李宰栄国会議員（放送人のパク・チョンスクの夫）、娘はCNN副社長エレーナ・リーである（都英心の連れ子のため、権と姓が異なる）。

## 歴代選挙結果
| 選挙名       | 役職名                             | 代数 | 政党         | 得票率 | 得票数    | 結果 | 当落 |
| ------------ | ---------------------------------- | ---- | ------------ | ------ | --------- | ---- | ---- |
| 第11代総選挙 | 国会議員（安東市・安東郡・義城郡） | 11代 | 民主正義党   | 58.42% | 110,094票 | 1位  | 当選 |
| 第12代総選挙 | 国会議員（安東市・安東郡・義城郡） | 12代 | 民主正義党   | 59.53% | 116,556票 | 1位  | 当選 |
| 第15代総選挙 | 国会議員（安東市）                 | 15代 | 無所属       | 51.13% | 24,516票  | 1位  | 当選 |
| 第16代総選挙 | 国会議員（安東市）                 | 16代 | 新千年民主党 | 38.01% | 36,183票  | 2位  | 落選 |

## 人物像
軍出身ながらも余り軍人らしからぬ性格、寡黙ながらも強靭な推進力を兼ね備えた人物と評されている。

## 演じた人物
- ジョン・ハンホン（朝鮮語版） - 『第5共和国』（2005年）[要出典]